# Allarete bharatica
Allarete bharatica är en tvåvingeart som beskrevs av Grover och Madhu Bakhshi 1978. Allarete bharatica ingår i släktet Allarete och familjen gallmyggor. Inga underarter finns listade i Catalogue of Life.